# 周占顺
周占顺（1945年—2005年12月16日），男，河北顺平人，中华人民共和国政治人物，曾任国家信访局局长、党组书记，第十届全国政协委员。